# برژجه
برژجه (به صربی: Brežđe) یک روستا در صربستان است که در میونیتسا واقع شده‌است. برژجه ۴۶۸ نفر جمعیت دارد.